# 短枝幹星珊瑚
短枝幹星珊瑚（学名：Caulastrea tumida）为菊珊瑚科幹星珊瑚屬下的一个种。